# Gustaf Hæggström
Gustaf Hæggström (i riksdagen kallad Hæggström i Holmen), född 17 november 1829 i Nordmaling, död där 28 april 1897, var en svensk disponent och politiker.
Gustaf Hæggström var riksdagsledamot i andra kammaren 1867–1875 för Nordmalings och Bjurholms, Degerfors, Lycksele och Åsele tingslags valkrets, 1876–1879 och 1882–1884 för Umeå, Nordmalings och Bjurholms tingslags valkrets och 1885–1887 för Västerbottens södra domsagas valkrets. I riksdagen tillhörde han Lantmannapartiet 1867–1879, var partilös 1882 och tillhörde 1883–1887 nya centern.